# 藤田恒郎
藤田 恒郎（ふじた つねお、1934年（昭和9年）5月31日 - 2025年（令和7年）7月7日）は、日本の財務官僚。大蔵省証券局長、北海道銀行頭取、学校法人札幌学院大学理事長等を歴任した。山口県生まれ。

## 来歴
- 山口大学教育学部附属防府中学校、山口県立防府高等学校卒業。
- 1957年 東京大学法学部卒業後、大蔵省に入省（管財局総務課）[1]。
- 1959年6月 関東財務局理財部[1]。
- 1960年6月 名古屋国税局調査査察部[1]。
- 1961年6月 為替局総務課[1]。
- 1964年7月 福知山税務署長[1]。
- 1965年7月 国税庁調査査察部査察課長補佐[1]。
- 1967年8月 国際金融局国際収支課課長補佐[1]。
- 1969年8月 国際金融局短期資金課長補佐（総括）など[2][1]。
- 1971年7月 国際金融局付（外務省研修所）[1]。
- 1972年5月 外務省在ベルギー大使館一等書記官[1]
- 1974年4月 外務省在ベルギー大使館参事官[3][1]。
- 1976年7月 銀行局特別金融課長[3]。
- 1978年6月 国際金融局短期資金課長[1]。
- 1980年6月 国際金融局調査課長[4][1]。
- 1981年6月 国際金融局総務課長[1]。
- 1982年6月 海外経済協力基金総務部長。
- 1984年6月 大蔵省大臣官房審議官（国際金融局担当）[1]
- 1985年6月 大蔵省大臣官房審議官（証券局担当）[1]。
- 1986年6月 日本銀行政策委員会大蔵省代表委員。
- 1987年 大蔵省証券局長。
証券先物取引の導入、社債への規制、内部者取引規制の導入（インサイダー取引）を柱とした改正証券取引法を成立させた。
- 1988年 大蔵省退官。
- 1988年 海外経済協力基金理事。
- 1990年 北海道銀行副頭取就任。
- 1992年 同行頭取就任。
頭取の時代、道銀と拓銀との合併交渉の渦中にあった[5]。
- 2002年 同行頭取辞任[6]。
- 2003年 同行特別参与。
- 2004年 社団法人札幌観光協会会長。
- 2008年 学校法人札幌学院大学理事長。
- 2014年 同理事長退任。
この他、北海道スカイスポーツ協会会長や、さっぽろ雪まつり実行委員会会長なども務める。
- 2025年7月7日死去[7]。没後に正四位に追叙され、瑞宝中綬章を追贈された[8]。

## 大蔵省同期
- 保田博（大蔵次官、主計局長）、的場順三、森田一、大山綱明（関税局長）、足立和基（理財局長）、加登住道（熊本ファミリー銀行頭取）など。

## 著書
- 編著『新外為法の実務』大蔵財務協会、1981年。
- 編著『東京外国為替市場（新金融シリーズ21世紀への挑戦）』金融財政事情研究会、1987年3月。ISBN 978-4322218015。